# 3064 Zimmer
A 3064 Zimmer (ideiglenes jelöléssel 1984 BB1) a Naprendszer kisbolygóövében található aszteroida. Edward L. G. Bowell fedezte fel 1984. január 28-án.